# اراکلیا
اراکلیا (به ایتالیایی: Eraclea) یک کومونه در ایتالیا است که در استان ونیز واقع شده‌است.

## خصوصیات
اراکلیا ۹۹ کیلومترمربع مساحت و ۱۲٬۶۹۵ نفر جمعیت دارد و ۰ متر بالاتر از سطح دریا واقع شده‌است.